# C.P. Snow
Charles Percy (C.P.) Snow, Baron Snow, född 15 oktober 1905 i Leicester, död 1 juli 1980 i London, var en brittisk fysiker, författare och ämbetsman.

## Författarskap
Snow skrev en stor romansvit, Strangers and Brothers (1940 ff.) med återkommande huvudpersoner. Grundtemat är konflikten mellan en ny tids teknik och gamla humanistiska värderingar.
Han är också bland annat känd för att 1959 ha myntat begreppet De två kulturerna i samband med en föreläsning vid Cambridge University.